# Икавски изговор
Икавският изговор е един от общо трите класифицирани изговора в общия хърватски език.
Основният вокален характер на западния диалект на стадото си икавски рефлекс. Диалектният му континуум обхваща някои говори в Истрия, Далмация и Босна и Херцеговина, както и на преселило се оттам по османско време население в Славония и малко Войводина (примерно част от хърватите), което се заселва по военната граница.
Изговорът е класифициран въз основа на рефлексната замяна на праславянския Ят (ѣ = [æ:]), посредством преминаването му в и:
ѣ → и
нѣсам → нисам (nisam)
Замяната на ята с и е заситена, но не и абсолютна. Автентичен и най-чист е икавският изговор около Риека в чакавско наречие, докато на север постепенно преминава в йекавски и екавски изговор.